# Boldklubben 1909
El Boldklubben 1909, conocido como B 1909, es un equipo de fútbol de Dinamarca que juega en la Segunda División de Dinamarca, la tercera liga de fútbol más importante del país.

## Historia
Fue fundado en el año 1909 en la ciudad de Odense. Ha sido campeón de la Superliga danesa en 2 ocasiones y ha ganado el torneo de copa en 2 oportunidades en 3 finales jugadas.
A nivel internacional ha participado en 7 torneos continentales. Su mejor participación ha sido en la Recopa de Europa de Fútbol de 1962/63, donde avanzó hasta los cuartos de final.
En la temporada 2006/07, el primer equipo se fusionó con el B 1913 y el Dalum IF para dar origen al FC Fyn. El equipo todavía existe, pero en las divisiones inferiores.

## Palmarés
- Superliga danesa: 2

1959, 1964
- Copa de Dinamarca: 2

1962, 1971
- - Finalista: 1

1977

## Participación en competiciones de la UEFA
| Temporada | Torneo         | Ronda      | Club               | Casa | Visita | Global  |
| --------- | -------------- | ---------- | ------------------ | ---- | ------ | ------- |
| 1959-60   | Copa Europea   | 2          | Wiener SC          | 0-3  | 2-2    | 2-5     |
| 1962-63   | Recopa Europea | 1          | SC Alliance        | 8-1  | 1-1    | 9-2     |
| 1962-63   | Recopa Europea | 2          | Grazer AK          | 5-3  | 1-1    | 6-4     |
| 1962-63   | Recopa Europea | 1/4        | FC Nuremberg       | 0-1  | 0-6    | 0-7     |
| 1964-65   | Copa Europea   | 1          | Real Madrid CF     | 2-5  | 0-4    | 2-9     |
| 1965-66   | Copa Europea   | 1          | FC Dinamo Bucarest | 2-3  | 0-4    | 2-7     |
| 1966-67   | Copa de Ferias | 2          | SSC Napoli         | 1-4  | 1-2    | 2-6     |
| 1968-69   | Copa de Ferias | 1          | Hannover 96        | 0-1  | 2-3    | 2-4     |
| 1971-72   | Recopa Europea | Preliminar | FK Austria Wien    | 4-2  | 0-2    | 4-4 (v) |

## Jugadores

### Jugadores destacados
- Jimmy Boag (1980–1981)
- Andrew Tembo
- Carsten Hemmingsen
- Joe Zewe

## Entrenadores
- Walter Presch (1954-1956)
- George Dick (1957-1958)
- George Dick (1959-1960)
- Walter Pfeiffer (1960-1962)
- Alfons Remlein (1962-1963)
- Carlo Pintér (1964)
- Kaj Hansen (1965-1966)
- Geza Toldi (1968-1969)
- Jimmy Magill (1970-1973)
- Jürgen Wähling (1974-1978)
- Allan Michaelsen (1984-1986)
- Flemming Serritslev (1987-1992)
- Tommy Möller Nielsen (1994-1995)
- Allan Michaelsen (1995-1998)
- Tommy Möller Nielsen (2003-2006)
- Carsten Hemmingsen (2006-2010)